# گواتمالایی‌ها
گواتمالایی‌ها (اسپانیایی: guatemaltecos‎) به مردمی گفته می‌شود که به کشور گواتمالا مرتبط هستند. این وابستگی ممکن است از طریق اقامت، حقوقی، پیشینه یا فرهنگی باشد. کشور گواتمالا دارای جامعهٔ چندفرهنگی است، اگرچه بیشتر گواتمالایی‌ها مراتب مختلفی از تبار اروپایی (به‌طور برجسته اسپانیایی) و بومی قاره آمریکا را در خود دارند.

## جمعیت‌شناسی
جمعیت گواتمالا برابر با ۱۷٬۱۵۳٬۲۸۸ نفر (برآورد ماه ژوئیه ۲۰۲۰) است.